# Licis
Licis és el nom de diversos pobles que habitaven a Lícia, a Anatòlia. Homer ja coneixia el país, al que fa referència a la Ilíada, on diu que els licis van lluitar a la guerra de Troia al costat dels troians.
Segons Heròdot, el nom antic del país havia estat Milias (ἡ Μιλυάς), i allà hi vivien els solimis (Σόλυμοι) i els tremilae o termilae (Τρεμίλαι o Τερμίλαι). Es diu que els tremilae van ser expulsats del seu territori per Sarpèdon, germà de Minos, que va arribar a aquelles costes amb una banda de cretencs, va envair el país i el va ocupar, però sense canviar-li el nom. Durant el seu govern, hi va anar una colònia d'atenencs dirigida per Licos, fill de Pandíon, expulsat de l'Àtica pel seu germà Egeu i es van instal·lar a una regió muntanyosa de nom Milias. Sarpèdon va canviar el nom del país, anomenant-lo Lícia en honor del seu amic Licos. El nom de Milias es va restringir a la part muntanyosa del nord del país, on van seguir vivint els solimis, i els termiles van passar a dir-se licis. Estrabó diu que va ser Bel·lerofont qui va canviar el nom als tremilae i els va anomenar licis.
Es creu que els solimis eren una ètnia fenícia o semítica, i els tremilae eren unes tribus diferents que van ocupar una part del país i que probablement parlaven alguna de les llengües anatòliques. Els solimis van ser arraconats a les muntanyes, i els tremilae es van assimilar als colonitzadors grecs o cretencs, i segurament eren una tribu pre-hel·lènica. Aquest poble, inicialment poc civilitzat i considerat bàrbar, es va hel·lenitzar adoptant en gran part les formes de vida i la cultura dels invasors, i després van agafar els costums romans.
A la Ilíada s'explica que els licis estaven governats per reis, però en els temps històrics Lícia era una confederació de ciutats lliures, amb una constitució pròpia. Estrabó parla d’aquesta constitució, i diu que era un acord d'unitat política entre les ciutats de Lícia, per enfortir la defensa del país i mantenir la seva llibertat, mentre les nacions dels voltants es van veure obligades a sotmetre's a les invasions. No se sap quan es va iniciar aquesta confederació, però va resultar eficaç fins que l'Imperi Mede va conquerir Lícia. Eren un poble pacífic que no va participar en els atacs pirates que duien a terme els seus veïns marítims, sinó que es van mantenir fidels a les seves antigues institucions, i per això, quan van ser conquerits pels romans, aquests els van permetre de mantenir la seva pròpia organització política. Sota el domini de Roma Estrabó va conèixer aquest poble i les seves lleis. Diu que la confederació al seu temps la formaven 23 ciutats, que reunien els seus delegats en un lloc acordat prèviament. Les sis ciutats més grans, Xantos, Patara, Pinara, Olimp, Mira i Tlos tenien cadascuna tres vots; les ciutats mitjanes en tenien dos, i els llocs petits un vot cadascun.
Característica especifica dels licis, segons explica Heròdot, era que els seus ancestres es comptaven per via matrilineal (la mare, l'àvia, la besàvia...). Heròdot descriu els seus vestit i armament. Usaven barrets amb plomes, espases curtes i falçs. La seva religió antiga no és coneguda, però sota els selèucides i després amb els romans, adoraven Apol·lo, especialment a Patara, però no se sap segur si era el déu grec o un déu local assimilat.
S'han trobat inscripcions en la seva llengua. Tenien un alfabet propi, però moltes de les troballes estan escrites en lici i en grec, cosa que mostra la influència de la cultura grega. El teatre grec s'hi va desenvolupar i els licis van arribar a un alt nivell en escultura i arquitectura, gairebé al mateix nivell que els grecs. Les tombes i temples són abundosos i les escultures amb temàtica mitològica o de la seva pròpia història militar també. Les tombes tenien unes formes característiques, i eren decorades ricament amb escultures.